# UNAVEM Medaille
De UNAVEM Medaille is een van de Medailles voor Vredesmissies van de Verenigde Naties.
UNAVEM is de afkorting van United Nations Angola Verification Mission, een vredesoperatie in Angola van januari 1989 tot juni 1991. Nederlandse deelnemers kwamen in aanmerking voor de Herinneringsmedaille VN-Vredesoperaties. De secretaris-generaal van de Verenigde Naties kende de deelnemende militairen en politieagenten de UNAVEM Medaille toe. Zij kregen de bronzen medaille aan een lint dat geel-blauw in de kleur van de vlag van de Verenigde Naties-geel is met tussen de banen smalle, rood-wit-zwarte strepen.